# ジョン・バーニンガム
ジョン・バーニンガム（英語: John Burningham、1936年4月27日 – 2019年1月4日）は、イギリスの児童文学、特に幼児向け絵本の作家、イラストレーター。同じくイラストレーターの妻・ヘレン・オクセンバリーとロンドン北部に住んでいた。最後に出版された作品は、夫婦共作の『あかちゃんがやってくる』（英: There's Going to Be a New Baby、2011年9月にウォーカー・ブックスにより出版。2歳以上向け。）である。
バーニンガムは1963年と1970年にイギリスの児童書の挿絵に対して贈られるケイト・グリーナウェイ賞を受賞している。最初の受賞は彼のイラストレーター（かつ作家）としてのデビュー作である『ボルカ はねなしガチョウのぼうけん』（英: Borka: The Adventures of a Goose with No Feathers）で、後に同賞の50周年（1955～2005年）の受賞作品トップ10に選ばれた。2回目の受賞は1970年に出版された『ガンピーさんのふなあそび』（英: Mr Gumpy's Outing）で、同書はWorldCatに参加している図書館に最も多く所蔵されており、絵本の分野に対して毎年贈られているボストングローブ・ホーンブック賞も受賞している。
児童書のイラストレーターとしての永続的な貢献が認められ、2012年と2014年には、2年に1度、児童書のクリエイターに贈られる最高の賞である国際アンデルセン賞の最終選考に残った5、6人のうちの1人に選ばれた。1980年と1986年にはイギリス代表候補に選ばれている。

## 略歴
バーニンガムは1936年4月27日、イギリス・サリー州のファーンハムでチャールズとジェシー（マッキントッシュ）・バーニンガムの間に生まれた。彼はオルタナティブスクールであるサマーヒル・スクールで教育を受けた。バーニンガムが1964年に出版した児童書『ジョン・バーニンガムのabc』（英: John Burningham's ABC）は、サマーヒル・スクールの創設者であり、かつての教頭であったA・S・ニイルに捧げられている。当時、著者がニイルに宛てた『I managed to pick up the alphabet upon leaving Summerhill.』という手紙は有名である。徴兵制度で召集された際には、良心的兵役拒否者として登録し、林業や住宅事業に従事した。彼は20歳でセントラル・スクール・オブ・アート・アンド・デザイン（現在はセントラル・セント・マーチンズに併合）に入学し、1959年に卒業した。
ロンドンや英国運輸委員会のポスターやアニメーション映画を手がけた後、バーニンガムは1963年にジョナサン・ケープより出版された絵本『ボルカ はねなしガチョウのぼうけん』の著者およびイラストレーターとしてデビューした。この功績により、彼は1963年に図書館情報専門家協会から、英国民によるその年の最も優秀な絵本の画家に対して贈られるケイト・グリーナウェイ賞を受賞した。ケイト・グリーナウェイ賞50周年の際には、有識者委員会が「ボルカ」を受賞作品のトップ10のうちの1つに選出し、国民による人気投票が行われた。
ケープ社は、当時最も売れっ子だったイアン・フレミングが執筆していた『チキ・チキ・バン・バン』という子供向け冒険小説の挿絵をすぐに描ける人物を探していた。フレミングは『デイリー・メール』の漫画家・トログ（Trog、ウォーリー・フォークス）を推薦していたが、同紙はライバルである『デイリー・エクスプレス』で『ジェームズ・ボンド』の物語が漫画化された際に作画を担当していたため、人気だったコミック・ストリップ『フルック』の作者であるトログが仕事をすることを許さなかった。フレミングは自動車技士の友人であったアマースト・ヴィリアーズに相談し、彼はフレミングの魔法の車の説明を元にスケッチを描いた。この絵はケープ社の人気新人イラストレーター、ジョン・バーニンガムに渡され、彼はデビュー作「ボルカ」の出来栄えから、シリーズ全体のイラストを依頼された。『チキ・チキ・バン・バン』は1964年から1965年にかけて全3巻で出版され、1968年にはオムニバス版が出版された。バーニンガムのウィットに富んだ時代を超越したアートワークは、フレミングの想像力豊かな文章とともに、『チキ・チキ・バン・バン』を英語小説の中で最も有名で最も愛される車へと導いた。
1964年、バーニンガムは作家兼イラストレーターのヘレン・オクセンバリーと結婚し、ヘレンは1969年のケイト・グリーナウェイ賞を受賞した。翌年の1970年には『ガンピーさんのふなあそび』でイラストレーターとして初めて2度のケイト・グリーナウェイ賞の受賞を果たした。その後、ヘレンは4度準グランプリに輝き、最終的には1999年にウォーカー社から出版された『不思議の国のアリス』で2度目のケイト・グリーナウェイ賞を受賞し、この作品はアニバーサリー・トップ10にも選ばれた。
バーニンガムは他にも60冊以上の本に寄稿しており、『ねえ、どれがいい?（Would you rather ...）』（ジョナサン・ケープ、1978年、ISBN 0-224-01635-0）のドイツ語版である『Was ist dir lieber ...』（ISBN 3-7941-5094-5）で1980年のドイツ児童文学賞（絵本部門）を受賞したのをはじめ、多くの賞を受賞している。Google ブックスでは『ねえ、どれがいい?』について「『どれなら食べられる？クモのシチュー、かたつむりのおだんご、虫のおかゆ、へびのジュース。』」といったコミカルな選択の連続は、（子供を）眠りへと誘う。」と評されている。
1984年に出版された『おじいちゃん（Granpa）』の作・絵の両方で、エミール/クルト・マッシュラー賞を受賞した。この賞は、1982年から1999年まで毎年、英国で出版された「テキストとイラストレーションが合わさり、それぞれが他方を引き立ててバランスをとっている想像力豊かな児童文学作品」1冊を表彰するものであった。この作品は、1989年にアニメーション映画『グランパ すてきなおじいちゃん』として映画化された。
2012年、バーニンガムは2年に1度開催される国際アンデルセン賞の最終選考に残った5人のうちの1人となった。この賞は「その全作品が児童文学に永続的な貢献をしたイラストレーター」に贈られるものであった。国際児童図書評議会に所属する30の国内部門が、バーニンガムを推薦した。評議員からは「英国のジョン・バーニンガムは、無邪気さと真剣さが入り混じった繊細な皮肉を使い、線と色彩を駆使することで、読者との親密さを生み出している。」と評された。
バーニンガムは2019年1月4日、肺炎のためロンドンで亡くなった。82歳没。

## 主な作品
バーニンガムは、出版された本のほとんど全てを執筆し、イラストも描いている。例外についてここに記した。
- 『ボルカ はねなしガチョウのぼうけん（英語版）』（ジョナサン・ケープ、1963年）
- 『ABC』（『ジョン・バーニンガムのabc』）（ジョナサン・ケープ、1964年)
- イアン・フレミング『チキ・チキ・バン・バン』（ジョナサン・ケープ、全3巻、1964年10月から1965年1月）
- レッタ・シャッツ（Letta Schatz）再編『つなひき（The Extraordinary Tug-of-war）』（Follett、1968年）
- 『はるなつあきふゆ（Seasons）』（ジョナサン・ケープ、1969年）
- 『ガンピーさんのふなあそび（英語版）』（ジョナサン・ケープ、1970年）
- 『八十日間世界一周』（ジョナサン・ケープ、1972年）
- 『ガンピーさんのドライブ（Mr Gumpy's Motor Car）』（ジョナサン・ケープ、1973年）
- 『なみにきをつけて、シャーリー（Come away from the water, Shirley）』（ジョナサン・ケープ、1977年）
- 『もうおふろからあがったら、シャーリー（Time to get out of the bath, Shirley）』（ジョナサン・ケープ、1978年）
- ケネス・グレアム『たのしい川べ』（Kestrel、1983年） - 1908年に出版された古典的名著の改訂版
- 『おじいちゃん（Granpa）』（ジョナサン・ケープ、1984年）
- 『あかちゃんがやってくる（There's Going to Be a New Baby）』（ウォーカー・ブックス（英語版）、2011年） - イラストは彼の妻であるヘレン・オクセンバリーが担当し、夫妻による初のコラボレーションとなった[4]。

日本では、特に谷川俊太郎の翻訳による絵本が多数出版されている。

## バーニンガムに関する著作
- John Burningham (2009). John Burningham. ジョナサン・ケープ. ISBN 9780224083669. OCLC 310154683
- Douglas Martin (1989). “John Burningham”. The Telling Line: Essays on Fifteen Contemporary Book Illustrators. Julia MacRae Books. pp. 215-227. ISBN 9780385300483. OCLC 20016695